# Ремокур (Арденны)
Ремоку́р (фр. Remaucourt) — коммуна во Франции, находится в регионе Шампань — Арденны. Департамент — Арденны. Входит в состав кантона Шомон-Порсьен. Округ коммуны — Ретель.
Код INSEE коммуны — 08356.
Коммуна расположена приблизительно в 165 км к северо-востоку от Парижа, в 75 км севернее Шалон-ан-Шампани, в 39 км к юго-западу от Шарлевиль-Мезьера.

## Население
Население коммуны на 2008 год составляло 155 человек.
| 1962 | 1968 | 1975 | 1982 | 1990 | 1999 | 2008 |
| ---- | ---- | ---- | ---- | ---- | ---- | ---- |
| 174  | 198  | 161  | 135  | 135  | 135  | 155  |

## Экономика
В 2007 году среди 109 человек в трудоспособном возрасте (15—64 лет) 77 были экономически активными, 32 — неактивными (показатель активности — 70,6 %, в 1999 году было 60,5 %). Из 77 активных работали 64 человека (42 мужчины и 22 женщины), безработных было 13 (6 мужчин и 7 женщин). Среди 32 неактивных 3 человека были учениками или студентами, 11 — пенсионерами, 18 были неактивными по другим причинам.

## Фотогалерея

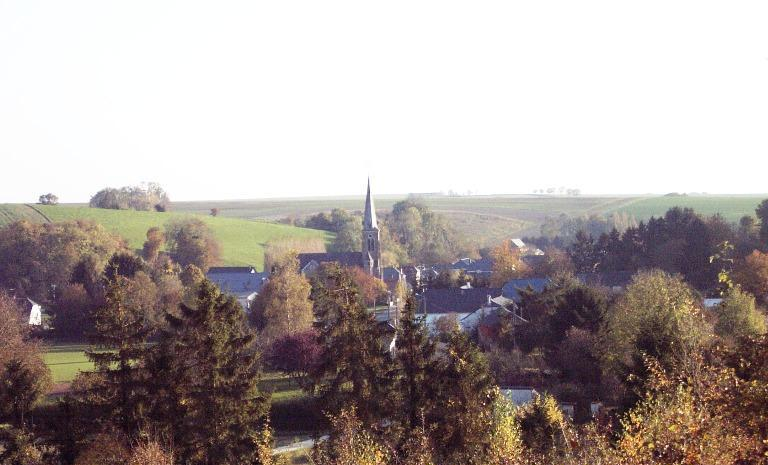
Ремокур
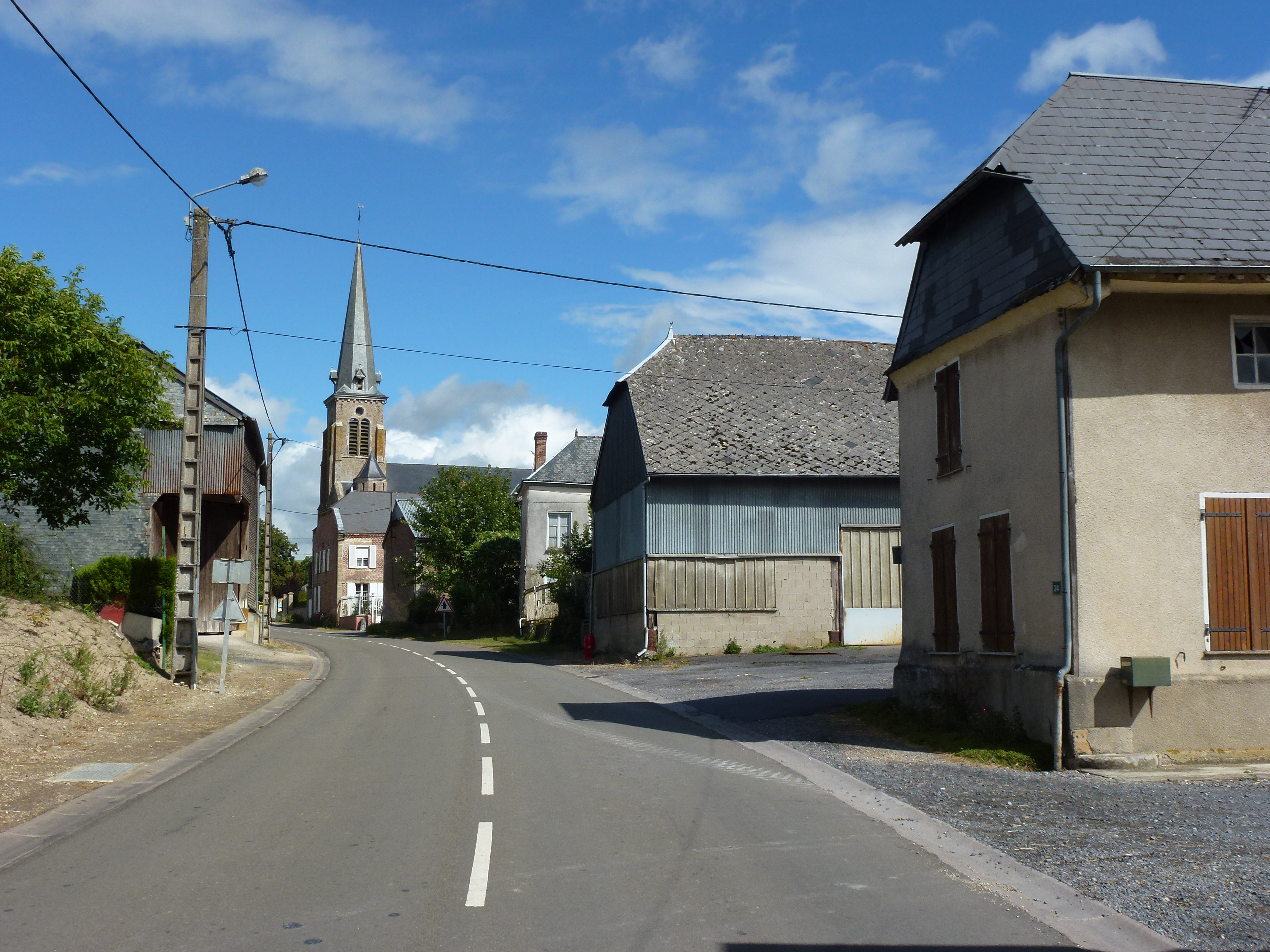
Центральная улица
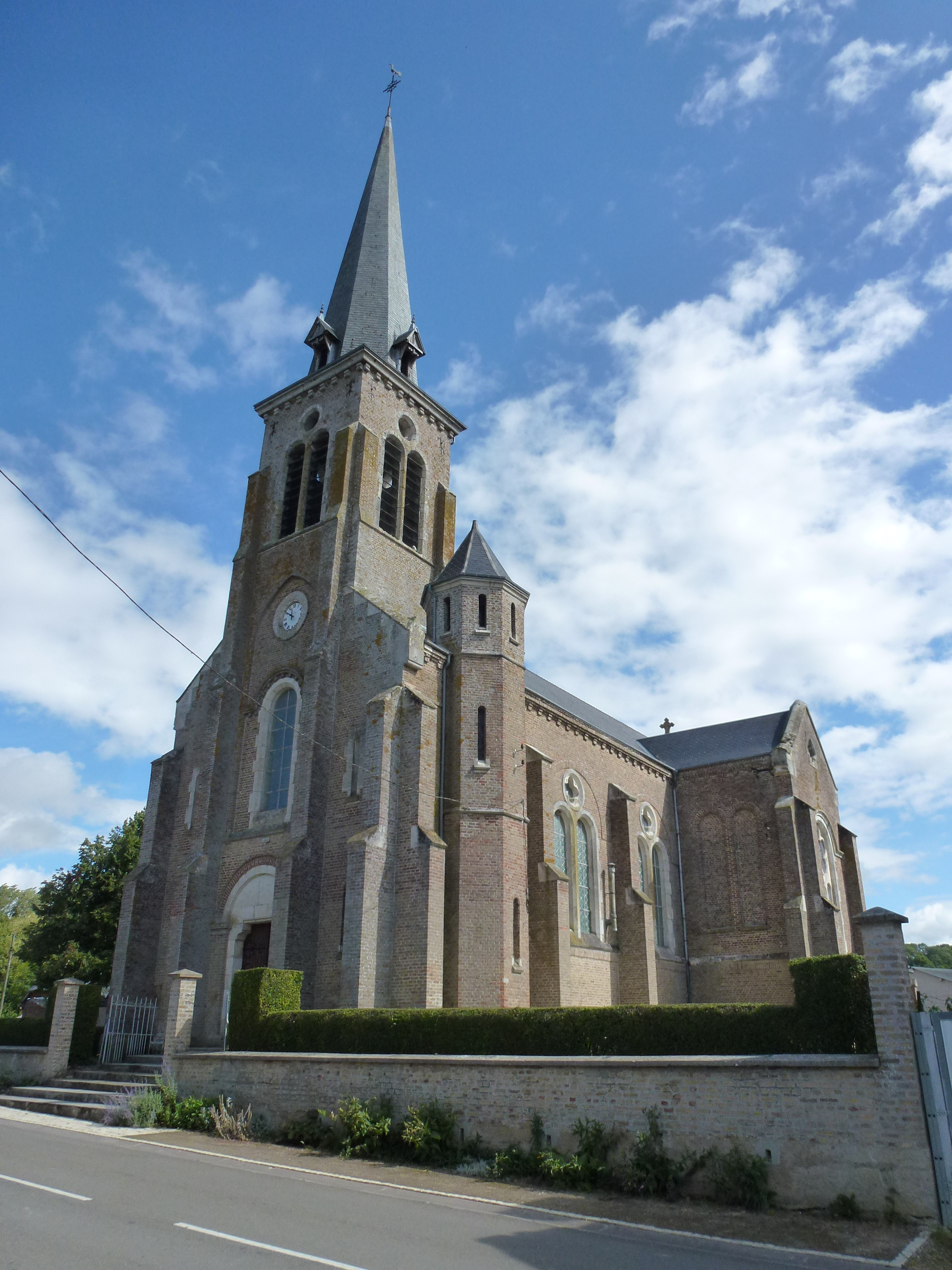
Церковь Рождества Христова
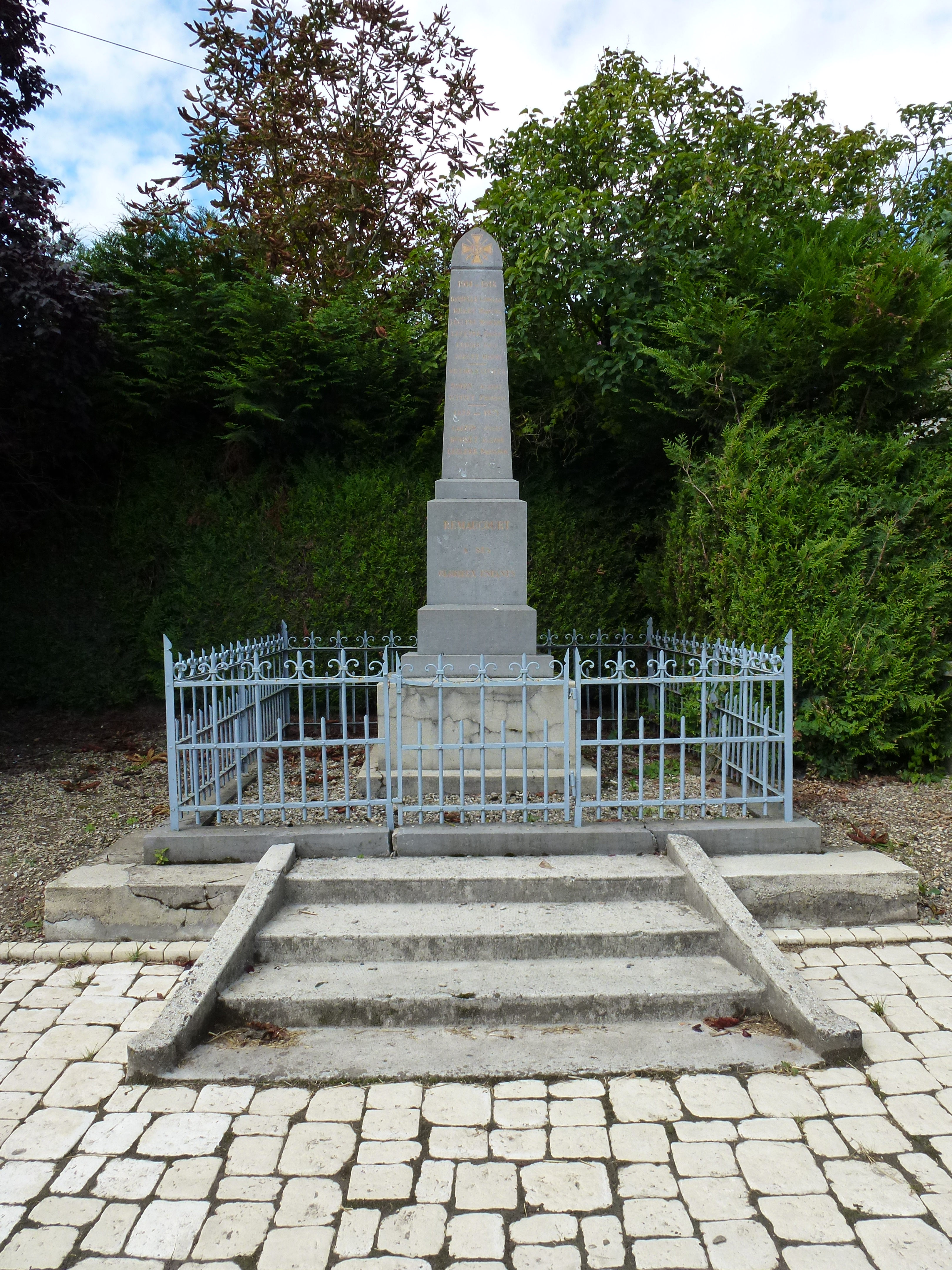
Памятник погибшим в Первой мировой войне